# إد بروبيكر
إد بروبيكر (بالإنجليزية: Ed Brubaker) هو رسام كارتون وكاتب أمريكي، ولد في 17 نوفمبر 1966 في بيثيسدا في الولايات المتحدة.

## وصلات خارجية
- الموقع الرسمي
- إد بروبيكر على موقع IMDb (الإنجليزية)
- إد بروبيكر على موقع الموسوعة البريطانية (الإنجليزية)
- إد بروبيكر على موقع ميوزك برينز (الإنجليزية)
- إد بروبيكر على موقع قاعدة بيانات الفيلم (الإنجليزية)